# 悪魔の子 赤眼のグー
悪魔の子 赤眼のグー（ディムシャムのチキボン せきがんのグー）は足立明による着ぐるみ人形劇作品。

## あらすじ
母親を捜しに下界に降りて来るが、そこでチムチムという女の子と出会い、「良い事」と「悪い事」の違いを知る。悪者に殺されそうになったチムチムを助けたグーの前に、封じ込めらていた母親が現れ、感動の再会。しかし直後に凶弾を浴びて死んでしまう。悪魔の王である父親により蘇生、代わりに記憶を失うが、普通の子として生きていく。

## 影響
人形劇パンフレットには作者の言葉とともに「この “赤眼のグー” の原作はいろいろと手を加えられ、改訂され、〈妖怪人間ベム〉という作品で放映されました。」という記述がある。